# Foxhole (Computerspiel)
Foxhole ist ein kooperatives Sandbox-MMO-Action-Strategiespiel, welches von dem kanadischen in Toronto, Ontario ansässigen Spielentwickler Siege Camp entwickelt und 2022 veröffentlicht wurde. Das Spiel benutzt Unreal Engine 4, mit einer axonometrischen Projektionsperspektive, ähnlich wie bei einem herkömmlichen Echtzeit-Strategie-Videospiel mit einer Top-Down-Ansicht. Foxholes Welt ist „von der Kriegsführung des frühen 20. Jahrhunderts inspiriert“. Das Spiel ermöglicht es dem Spieler, einer von zwei Fraktionen (Warden oder Colonials) als Soldat beizutreten, wobei er die Wahl hat, zu einem andauernden Krieg beizutragen, indem er Ressourcen und Vorräte sammelt, herstellt und transportiert, Arbeitskräfte und Fahrzeuge im Kampf zur Verfügung stellt und Befestigungen baut und verwaltet, mit dem Endziel, die gegnerische Fraktion zu vernichten.
Das Spiel wurde am 28. September 2022 für Microsoft Windows veröffentlicht.
Das Spiel wurde für Microsoft Windows in Steams Early-Access-Programm im Juli 2017 veröffentlicht und erreichte in weniger als 2 Wochen eine Spitzenzahl von 4.813 Spielern.

## Spielprinzip
Die Spieler können zwischen zwei gegnerischen Fraktionen wählen, die „Colonials“ (deutsch Kolonialisten) und den „Wardens“ (Wächtern). Jede Fraktion verfügt über eine andere Optik, Waffen und Fahrzeuge. Die Rolle des Spielers ist nicht vorgegeben: Es gibt kein klassenbasiertes System und keine Spielerprogression, was die Spieler ermutigt, auf die Dynamik eines Krieges zu reagieren, ohne durch ihre Rolle eingeschränkt zu sein. Das Spiel verfügt über eine spielergesteuerte Wirtschaft, die es erforderlich macht, Werkzeuge wie Hämmer, Schraubenschlüssel, oder „Ernter“, mit denen Rohressourcen aus „Ressourcen-Felder“ gewonnen werden, herzustellen. Rohressourcen („Schrott“) können dann in einer Raffinerie zu verschiedenen Materialien verarbeitet werden. Darunter „basic materials“ (Grundstoffe), unter Spielern „bmats“ genannt, oder raffinierte Materialien, unter Spielern „rmats“ genannt. Diese Materialien werden zur Herstellung von allem verwendet, was die Fraktion im Kampf einsetzt, einschließlich Waffen, Munition, Befestigungen und Fahrzeugen.
Nach der Auswahl einer Fraktion spawnt der Spieler in der Heimregion seiner Fraktion. Von hier an können Spieler den Region-Auswahl-Bildschirm benutzen, über den sie in jeder freundlichen Basis spawnen können, solange die Basis die benötigten Verbesserungen besitzt. Eine Stadt mit einem Rathaus ist ein strategischer Bereich, wo eine Fraktion Zugang zu KI-kontrollierten Garnisonshäusern und sicheren Häusern hat. Oft zusammen mit Lagerhallen oder Seehäfen. Bestimmte Städte haben spezielle Einrichtungen, wie Fabriken, Garagen und Schiffswerften, in denen die Spieler Ausrüstung und Fahrzeuge herstellen können. Aus diesem Grund haben bestimmte Städte einen höheren logistischen und damit strategischen Wert als andere, sodass es sich lohnt, mehr Aufwand für die Sicherung dieser Städte aufzuwenden. Bei der Herstellung in Fabriken oder Massenproduktionsfabriken („MPFs“) werden Gegenstände und Fahrzeuge in Kisten geliefert, d. h. in Gruppen von Einzelteilen, die in Frachtcontainern transportiert werden können. Es besteht eine starke Abhängigkeit von koordinierter Logistik im Spiel, denn Operationsbasen benötigen organisierte Lieferungen, damit Spieler an der Front genug Waffen und Munition haben und um Befestigungen zu bauen und zu reparieren.
Die Spieler werden ermutigt, zusammenzuarbeiten, um Ressourcen, Informationen, Fahrzeuge, Waffen und Munition effizient zu benutzen und so die Oberhand über den Gegner zu gewinnen. Die Spieler können auch gemeinsam mit anderen Spielern Angriffe planen und ausführen, Angriffe mithilfe eines Kartenmarkierungssystems koordinieren und Aufklärungsarbeit leisten, um sich einen taktischen Vorteil gegenüber dem Gegner zu verschaffen. Von anderen Spielern verliehene „Belobigungen“ erhöhen den Rang des empfangenden Spielers und fördern die Teamarbeit. Das Spiel hat ein Tag- und Nachtzyklus, wobei 12 Stunden im Spiel 30 Minuten in Realzeit ergeben. Ein zentrales Merkmal des persistenten Krieges von Foxhole ist das KI-System, durch das bestimmte Verteidigungsanlagen in der Nähe von freundlichen Basen automatisch gesteuert, Feinde beschossen und Orte verteidigt werden, selbst wenn die verteidigenden Spieler nicht anwesend sind.
Um einen Krieg zu gewinnen, müssen Spieler eine bestimmte Anzahl an Siegespunkten sichern und aufbauen, dies passiert auf einer Weltkarte mit mehreren Regionen. Um Siegespunkte zu sichern, müssen beide Fraktionen ihre Logistik und Armee so koordinieren, dass sie gegnerische Rathäuser einnehmen. Neue Technologien werden durch einen Technologiebaum freigeschaltet, dazu müssen Spieler technologiespezifische Ressourcen von Bergungsfeldern sammeln. 
Kooperation ist kritisch, denn Kriege können mehrere Wochen andauern.

## Rezeption
Rock, Paper, Shotguns Brendan Caldwell bespricht das Spielprinzip von Foxhole, kommentiert das Logistiksystem und auch generelle Skill-basierte Gameplay Elemente, dazu noch die Natur der Vogelperspektive des Spiels, auf ihrem „Electronic Wireless Show“ Podcast.
Ein ausführliches Vorab-Review von IGNs Lief Johnson kommentiert das kooperative Element des Spiels. Er sagte „Ich hatte Spaß an Foxhole, und ich weiß, dass ein Großteil dieses Spaßes von den Wundern der Kooperation von so vielen Spielern wuchs.“

## Weitere Leseartikel
- Bolding, Jonathan 26. September 2021 https://www.pcgamer.com/four-years-in-foxhole-now-has-foxholes/ PC Gamer (englisch)
- Graham Smith:  Foxhole's Entrenched update makes the massive multiplayer shooter even bigger In: Rock, Paper, Shotgun, 25. September 2021 (englisch).
- Joe Robinson: MMO war game Foxhole gets huge update with new content and 3,000-player wars. In: PCGamesN. 23. September 2021 (britisches Englisch).
- Alice O’Connor:  Foxhole's new snowy weather can freeze soldiers and rivers alike In: Rock, Paper, Shotgun, 25. Februar 2021 (englisch).
- Making It in Unreal: Making it in Unreal: how Foxhole delivers a massive war sim full of Eve-like drama. In: PCGamesN. 10. November 2020 (britisches Englisch).
- Brendan Caldwell:  The 7 best couriers in PC games In: Rock, Paper, Shotgun, 17. Juli 2020 (englisch).
- Jonathan Bolding:  This Foxhole documentary is one of the best game folk stories I've ever watched In: PC Gamer, 26. April 2020 (englisch).
- Jonathan Bolding:  Foxhole's latest update adds mass production to fuel the MMO war In: PC Gamer, 12. April 2020 (englisch).
- Dustin Bailey: Players are recording Foxhole's Eve Online-like wars through radio documentaries. In: PCGamesN. 19. November 2019 (britisches Englisch).
- Brendan Caldwell:  Have You Played… Foxhole? In: Rock, Paper, Shotgun, 29. März 2019 (englisch).
- Dominic Tarason:  Foxhole's persistent battlefields get a major overhaul today In: Rock, Paper, Shotgun, 13. Dezember 2018 (englisch).
- Brendan Caldwell:  In Foxhole's war the truck drivers are the real heroes In: Rock, Paper, Shotgun, 10. August 2017 (englisch).
- John Walker:  Steam Charts: WE'RE GOING TO BE RICH! In: Rock, Paper, Shotgun, 7. August 2017 (englisch).
- Chloe Spencer: In One Of Steam's Hottest New Games, Wars Can Last For Days. In: Kotaku. 3. August 2017 (amerikanisches Englisch).
- Alice O’Connor:  MMO sandbox war Foxhole marches on early access In: Rock, Paper, Shotgun, 31. Juli 2017 (englisch).
- James Davenport:  Foxhole is a persistent multiplayer game where wars can last for days In: PC Gamer, 27. Juli 2017 (englisch).
- Richard Scott-Jones: Foxhole might be the fullest multiplayer war sim yet. In: PCGamesN. 27. Juli 2017 (britisches Englisch).
- Foxhole: Foxhole EARLY ACCESS: Ferrying Supplies to the Battlefield. In: IGN. 27. Juli 2017 (englisch).
- Foxhole: Foxhole EARLY ACCESS: Introduction to Building. In: IGN. 27. Juli 2017 (englisch).
- Foxhole: Foxhole EARLY ACCESS: Motorcycle and Rocket Launcher Gameplay. In: IGN. 27. Juli 2017 (englisch).